# (3085) Donna
(3085) Donna es un asteroide perteneciente al cinturón de asteroides, descubierto el 18 de febrero de 1980 por el equipo del Observatorio del Harvard College desde el Observatorio del Harvard College, Massachusetts, Estados Unidos.

## Designación y nombre
Designado provisionalmente como 1980 DA. Fue nombrado Donna en honor a "Donna Marie Thompson" que forma parte del equipo del Centro de Planetas Menores.